# Smad

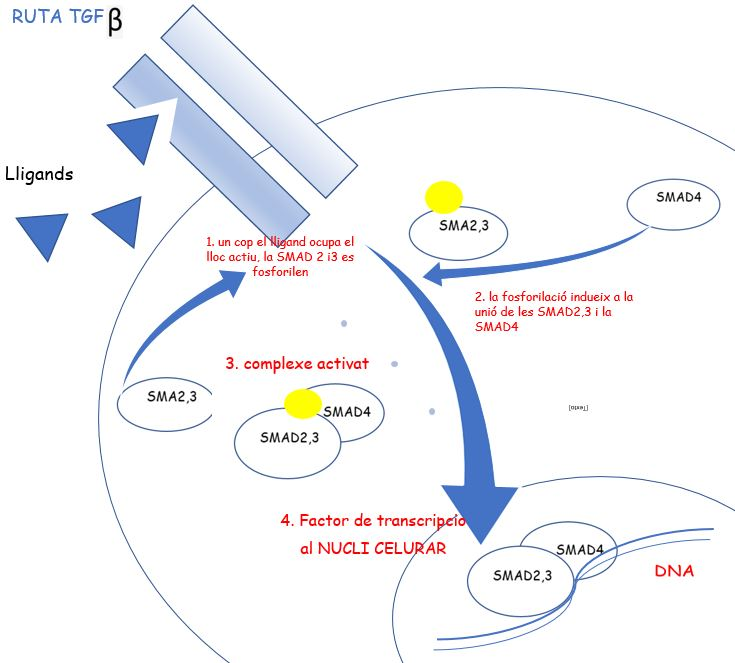

Les proteïnes Smad formen part d'una familia de segons missatgers, que funcionen com a factors de transcripció pels receptors factor transformant de creixement beta (TGF-β), localitzat en moltes de les cèl·lules del regne animal, en especial a l'organisme humà. Concretament, les Smad actuen en processos transcriptius de desenvolupament embrionari, de regeneració de teixits i de resposta immunitària. Estan constituïdes per entre 400 i 500 aminoàcids. L'activitat d'aquesta molècula està regulada per modificacions post-transcripcionals.
Les Smad malgrat que s'hagin conservat evolutivament, s'ha trobat que la variació de la seva seqüència genètica pot tenir afectacions a nivell estructural i fisiològic.

## Nomenclatura
La abreviatura Smad fa referència a proteïnes homòlogues - Caenorhabditis elegans SMA ("small”, "petit" en anglès.) i Drosophila MAD (Mothers against decantaplegic).

## Subfamília
En mamífers existeixen vuit proteïnes Smad, les quals estan classificades en tres subgrups depenent de la seva funció:
• Smad regulades per receptor (R-Smad): Smad1, Smad2, Smad3, Smad5 i Smad8.
• Smad mediadora comú (Co-Smad): Smad4.
• Smad inhibitòries (I-Smad): Smad6 i Smad7.

## Funció
Les Smad disposen de diversos llocs d'interacció que poden actuar conjuntament i d'aquesta forma augmentar el grau d'especificitat i complementarietat de les unions.
Les Smad1, Smad5 i Smad8 transmeten senyals característiques del receptor de la proteïna morfogènica òssia (BMP). Les Smad2 i Smad3 participen, juntament amb la mediadora comú Smad 4, en la transmissió de senyals des del receptor TGF-β. La Smad7 interacciona amb el receptor TGF-β i bloqueja la transducció de senyals dependent d'Smad.
Les R-smad (Smad1, Smad2, Smad3, Smad5 i Smad8) i la Smad4 tenen dos dominis, l'N-terminal MH1 i el C-terminal MH2 (dominis d'homologia MAD), els quals estan separats per una regió rica en serina i prolina. Només el domini MH2 està conservat. El domini MH1 participa en els processos de localització nuclear i d'unió a l'ADN i a factors de transcripció; per l'altre banda, el domini MH2 s'encarrega de la unió al receptor, és el lloc d'unió de molts reguladors transcripcionals i té un paper important en les pròpies interaccions entre Smad. A més a més, participa en la fosforilació C-terminal de les R-Smad, on hi ha un motiu ric en serina (SXS). El domini MH1 regula la autoinhibició d'aquesta fosforilació quan interacciona amb MH2. A les cèl·lules no estimulades pel TGF- β, les R-Smad i la Smad4 es queden al citoplasma.

### Senyalització a través de Smad
La TGF-β és una citocina que s'uneix al receptor TGF-β-R tipus II. Aquest receptor, és un receptor transmembrana que presenta activitat serina/treonina cinasa i que quan s'uneix al TGF-β recluta a TGF-β-R tipus I. Aquest tipus I s'activa quan s'uneix al seu lligand.
El receptor tipus II fosforila el receptor tipus I permetent fosforilar directament a les R-SMAD. Són essencialment Smad2 i Smad3. Aquestes formen complexes intercel·lulars amb Co-Smad.
Les Co-SMADs, també conegudes com a Smad,  són proteïnes activades per les R-SMADs. Juntament amb les R-Smads formen heterotrímers de Smads, que són complexes actius que es trasloquen al nucli i funcionen com a factor de transcripció de naturalesa inhibitoria. Això vol dir que augmenten els gens que causen funció inhibitoria de la proliferació.

## Inhibició
La proteïna TGIF1 pot ocupar la regió de les proteïnes SMAD que s'uneix a l'ADN, i d'aquesta manera inhibirles. En cas de mutació de la TGIF1, la no regulació de les Smad pot estar relacionada amb malformacions congènites, com la holoprosencefàlia, i amb el desenvolupament de determinats tumors cancerosos.

## SMAD a nivel terapèutic

### Smad en la esclerodermia
A la esclerodèrmia està involucrada la via de senyalització de SMAD en els fibroblasts. Aquesta malaltia està basada en un augment de teixit fibrós amb acumulació de fibroblasts produïda per l'alteració d'aquesta via, per això l'objectiu de diversos estudis terapèutics d'aquesta malaltia té com a estratègia el bloqueig o modificació d'aquesta via de senyalització. Algunes de les alteracions són l'augment de receptors de factor transformant de creixement beta (TGF-β) en els fibroblasts, alteracions en la regulació positiva i / o fosforilació constitutiva de Smad3, i la deficiència de Smad7.

### Smad en la malaltia d'Alzheimer
S'han observat elevacions d'algunes citocines com TGF-β en el líquid cefalorraquidi i cervell de pacients amb malaltia d'Alzheimer produint un augment de la cascada de senyalització. Hi ha una elevació de TGF-β1 que comporta un augment de l'activació de la ruta de les proteïna-cinases (MAPKs) i, per tant, pot provocar modificacions en l'estructura de les proteïnes com tau mitjançant hiperfosforilació que s'acumulen produint dipòsits. A causa de l'elevació de TGF-β, també s'han trobat augmentats els nivells de Smad2 i Smad3 fosforilats en els grànuls citoplasmàtics de neurones de l'hipocamp, concretament en les plaques d'amiloide i cabdells neurofibril·lars. Per tant, els Smad es veuen implicats en el desenvolupament de la malaltia d'Alzheimer, sent element d'investigació de diversos estudis recents.

### Smad en la síndrome de Rendu-Olser-Weber
La síndrome de Rendu-Osler-Weber, també coneguda com a telangièctasi hemorràgica hereditària, és una malaltia minoritària que provoca la malformació de vasos sanguinis tant a nivell de mucoses com a nivell visceral, afectant principalment el fetge, el pulmó i el cervell. Aquesta malaltia es produïda per la mutació d'un receptor de la familia de TGF-β, anomenat ALK1, o en el seu correceptor, anomenat endoglina. Recentment, s'ha detectat que un petit percentatge dels afectats presenten un altre tipus de mutació que afecta directament a SMAD4, per tant aquests individus són incapaços de formar un complex amb el corresponent R-Smad i com a conseqüència no poden actuar com a factors de transcripció. A més s'ha detectat que aquests pacients també presenten símptomes compatibles amb poliposi juvenil, que consiteix en l'aparició de pòlips en el intestí.